# South Kaibab Trail

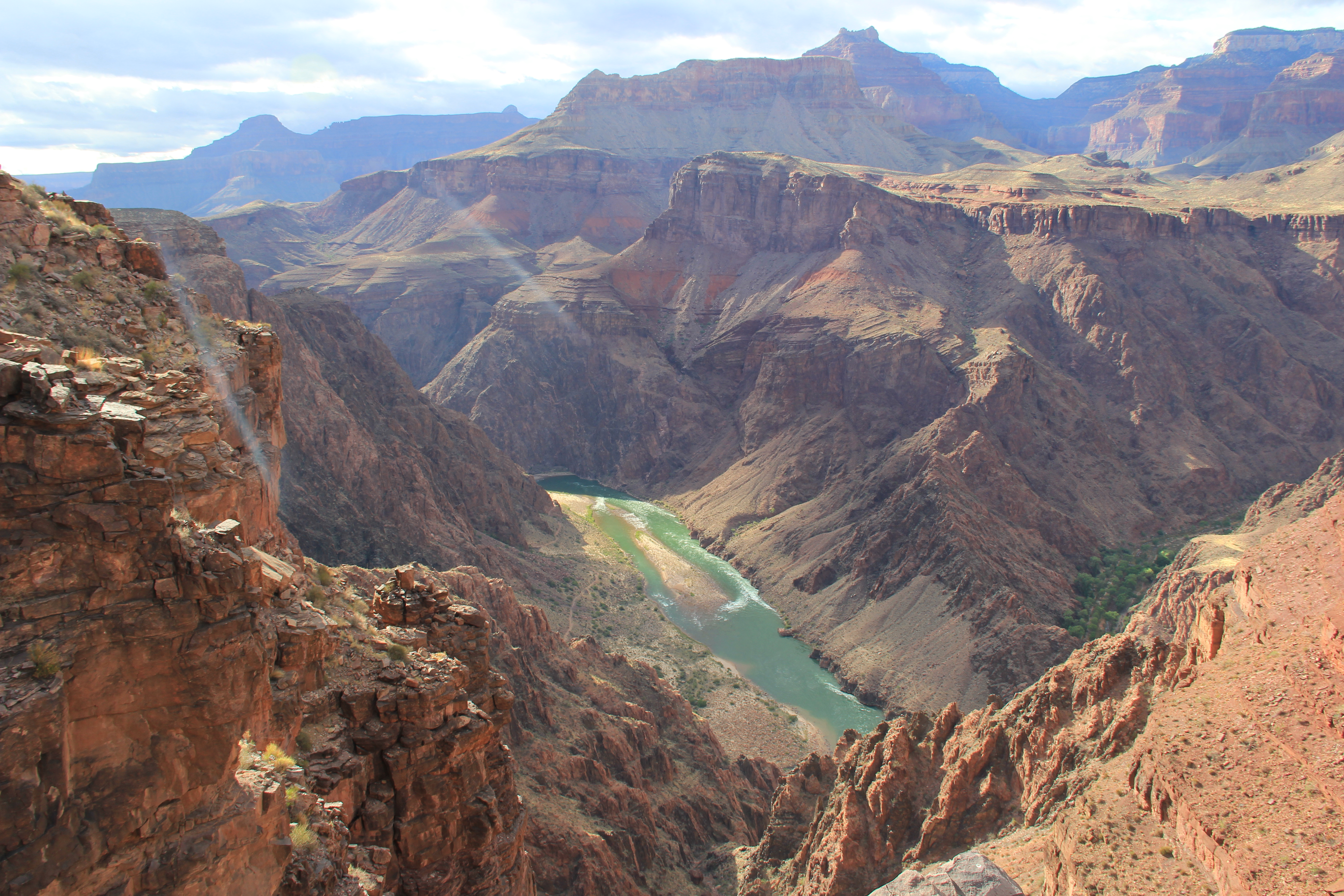
Coloradofloden sedd från South Kaibab Trail

Sourh Kaibab Trail är en vandringsled i Grand Canyon National Park i Coconino County i Arizona i USA. Den utgår, liksom Bright Angel Trail från South Rim, södra kanten av Grand Canyon, och leder ned till Coloradofloden nära Phantom Ranch vid Bright Angel Creek. Den är 11,4 kilometer lång och har en höjdskillnad på 1 460 meter.
Den övre ändpunkten för South Kaibab Trail ligger vid Yaki Point Road, som nås från Rim Trail. Därifrån går leden norrut och går brant ned genom Grand Canyons övre bergslager med Kaibab-kalksten och Toroweap-formationen. De första 400 metrarna skär leden genom östra sidan av Pipe Creek Canyon till Ooh-ahh Point, där väggarna i kanjon gör en sväng runt Yaki Point och en utsikt över kanjons östra del öppnas. Platsen har fått sitt namn efter en vanlig reaktion på denna utsikt.
Från Ooh-ahh Point går leden i ett antal hårnålssvängar genom ett lager av Coconino-sandsten till rastplatsen Cedar Ridge, där ledens lutning något minskar. Nedanför fortsätter leden norrut runt östra sidan av ett framträdande sandstenstorn som kallas O'Neill Butte och går stadigt nedåt genom Hermit-skiffer och "Supai-gruppen" till Skeleton Point, fem kilometer från utgångspunkten. Därifrån följer en brant nedstigning genom en formation av beige och grå Redwall-sandsten. Leden svänger till väster om en utsiktspunkt med vy över Phantom Ranch. Efter detta följer ett stort antal hårnålssvängar med en nedstigning på 366 meter genom lager av Redwall-kalksten, Muav-kalksten och Bright Angel-skiffer till ett vandringsledsskäl med Tonto Trail, 7,2 kilometer från den övre ändpunkten.
Tonto Trail leder västerut mot Indian Garden och österut mot Horseshoe Mesa och Hance Rapids. Ungefär 800 meter efter skälet ligger en plats som kallas Tipoff. Efter denna går ledens slutliga sträcka brant nedåt till kanjons botten genom Tapeats-sandsten och Vishnu-glimmerskiffer. Detta avsnitt är det brantaste på South Kaibab Trail, med en genomsnittlig lutning på 22%. 9,7 kilometer från ändpunkten på South Rim är det ett vandringsledsskäl med River Trail, där denna har sin östliga ändpunkt. 800 meter efter detta skäl finns det en tunnel som leder till Kaibab Trail Suspension Bridge, som går över Coloradofloden. Mulåsnekaravaner använder denna bro på sin trad mellan South Rim och Phantom Ranch. Den andra överfarten över Coloradofloden är fotgängarbron Bright Angel Trail Bridge, 700 meter nedströms, vilken nås via River Trail.
På norra älvsidan viker leden av åt väster och går något nedåt. En avstickare leder till båtlandningsplatsen vid Coloradofloden, strax nedströms Kaibab Trail Suspension Bridge. Omkring 800 meter från bron finns ett vandringsledsskäl med North Kaibab Trail, vilket utgör den officiella nedre ändpunkten på South Kaibab Trail, drygt elva kilometer från ändpunkten på South Rim. Bright Angel Campground ligger där, och Phantom Ranch ligger omkring 400 meter uppströms utefter Bright Angel Creek.

## Bildgalleri

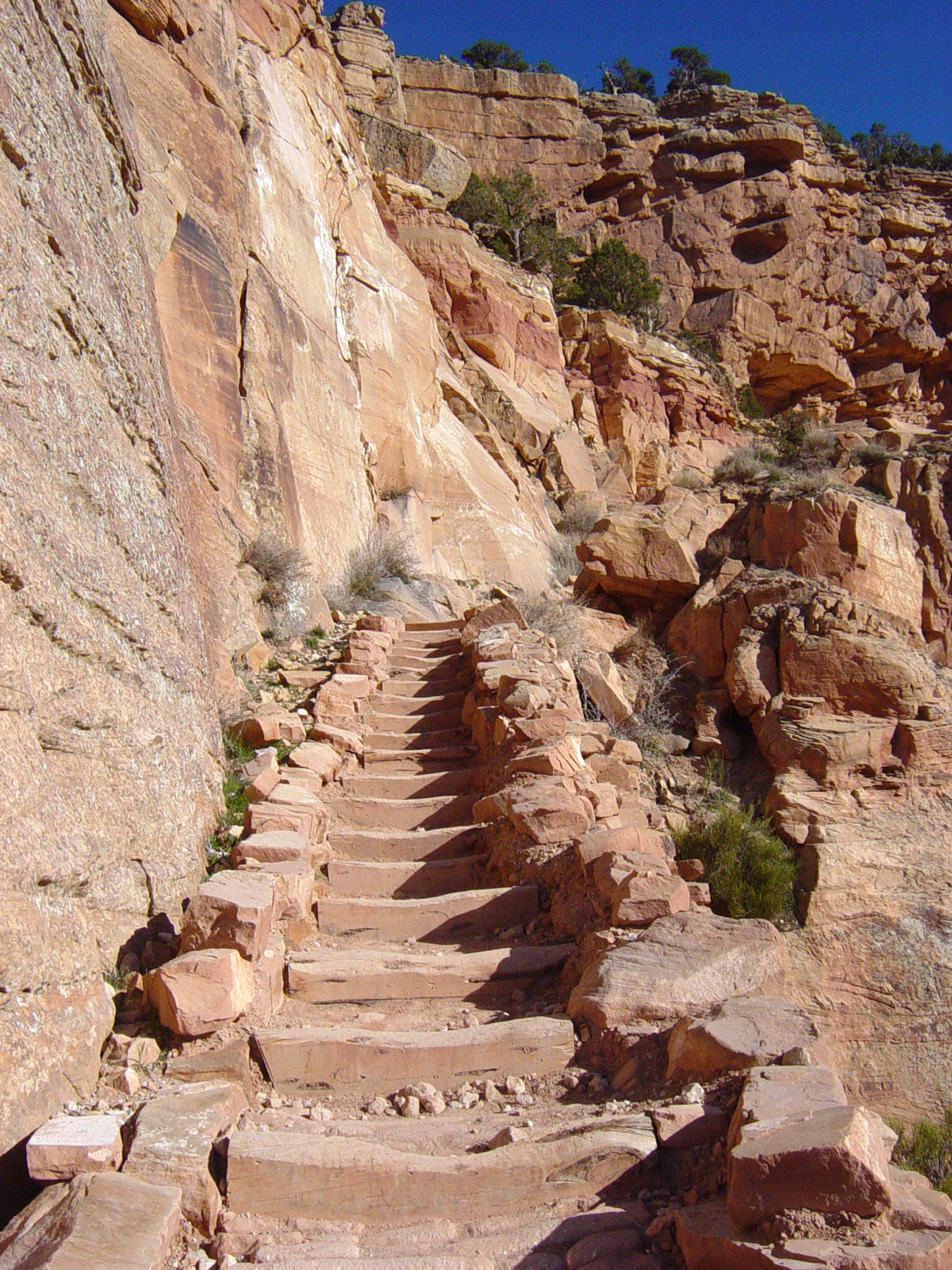
Trappa på South Kaibab Trail ovanför Ooh Aah Point
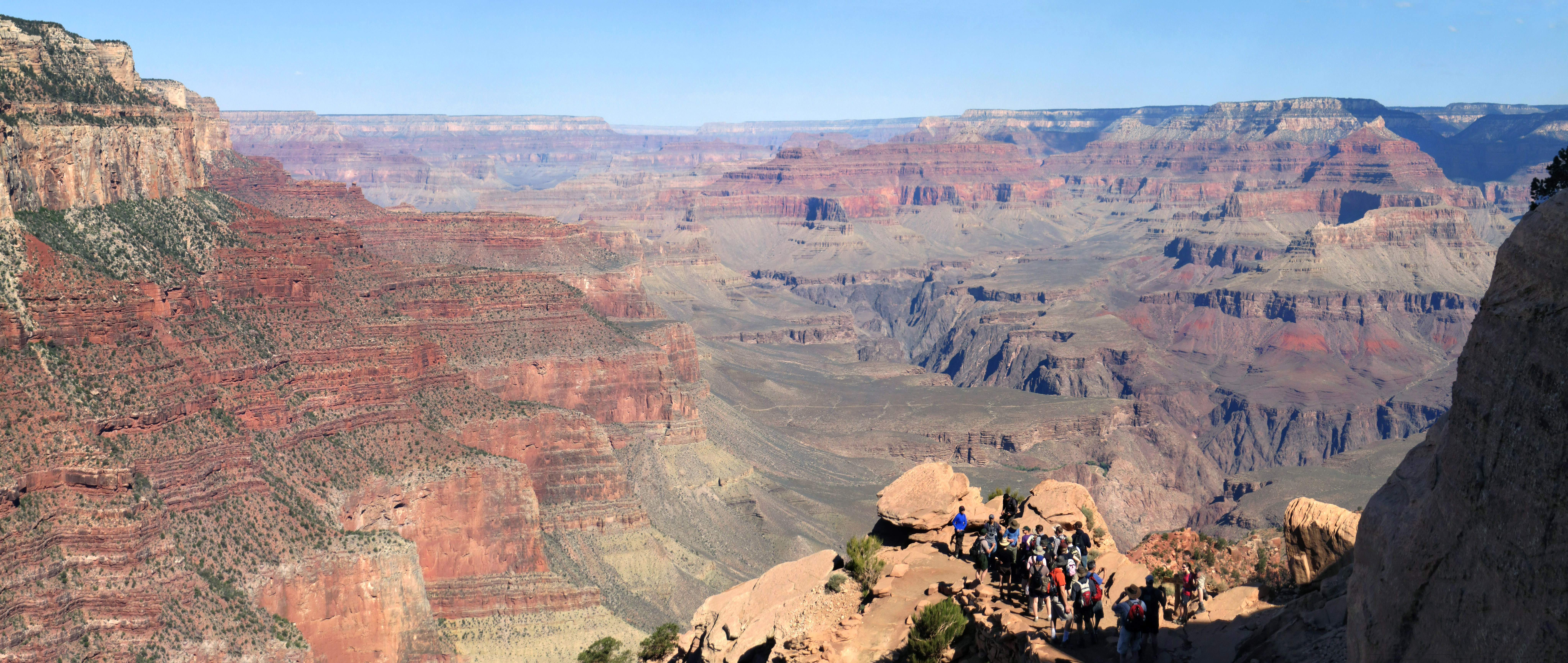
Vy österut från Ooh Aah Point
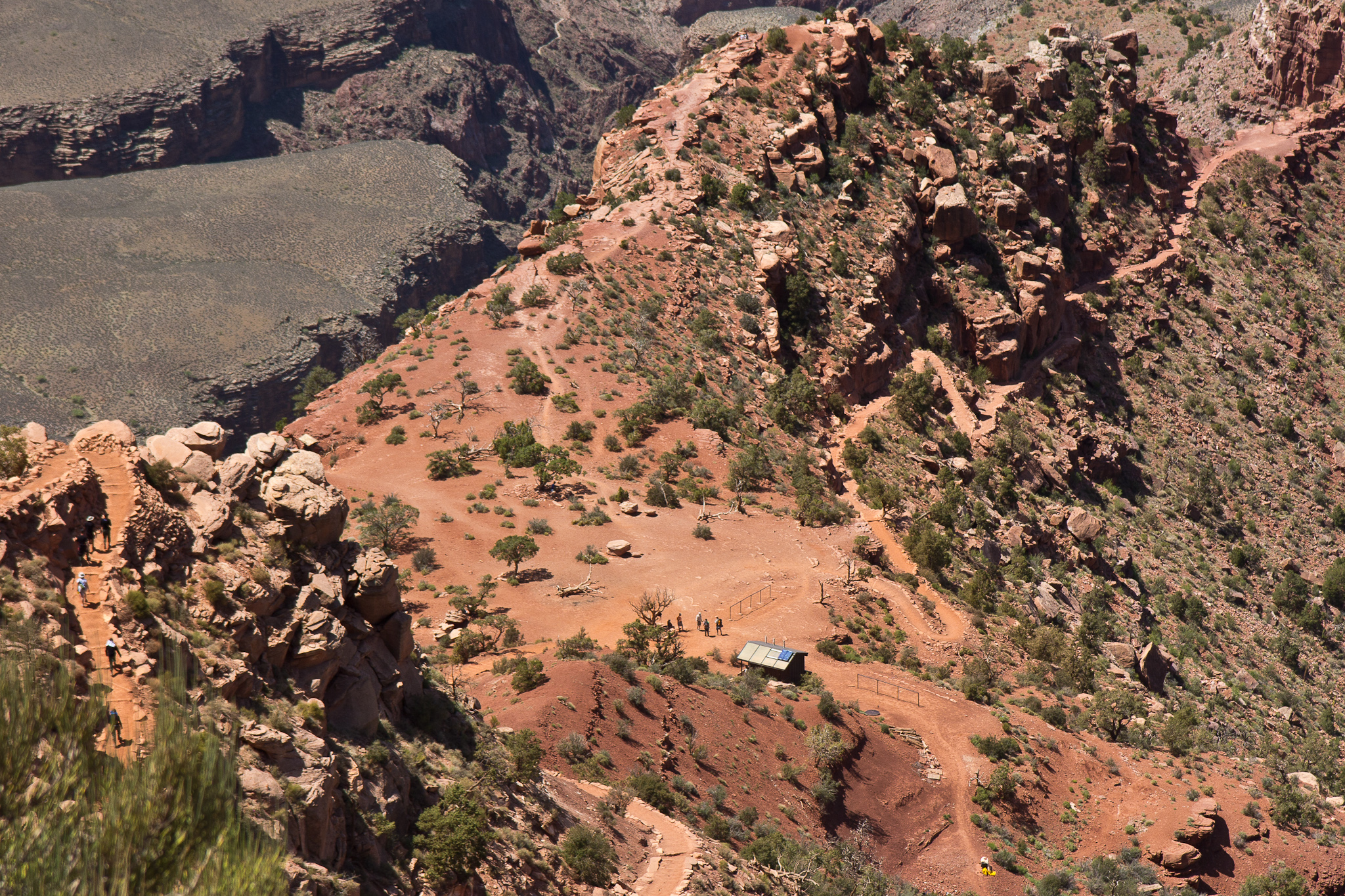
Cedar Ridge sedd från Ooh Aah Point
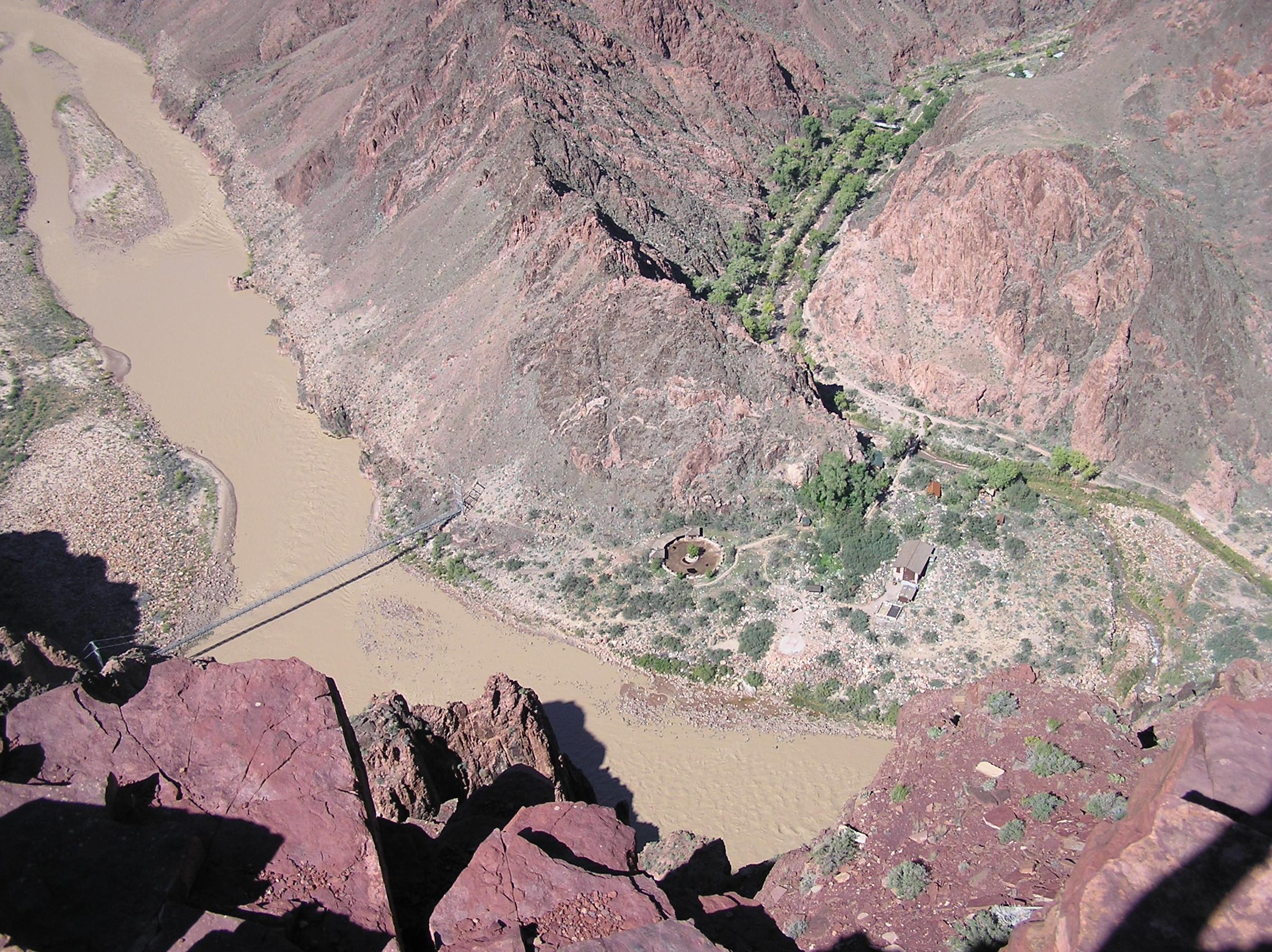
Coloradofloden, Kaibab Trail Suspension Bridge och Phantom Ranch sedda från South Kaibab Trail
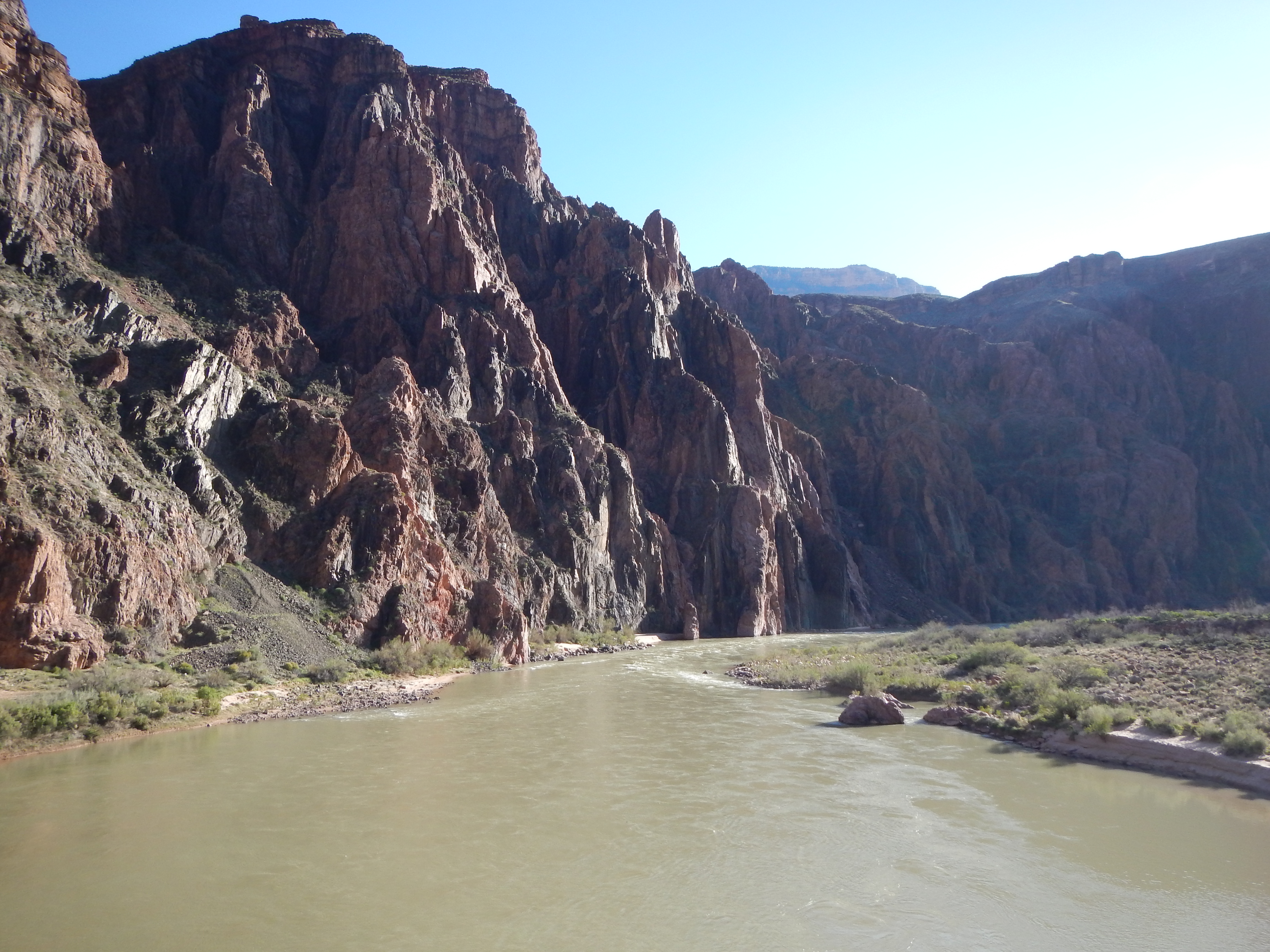
Botten av kanjon vid ändpunkten av South Kaibab Trail